# Wimbledon 1920
De 40e editie van het Britse grandslamtoernooi, Wimbledon 1920, werd gehouden van maandag 21 juni tot en met zaterdag 3 juli 1920. Voor de vrouwen was het de 33e editie van het Britse graskampioenschap. Het toernooi werd gespeeld op de toenmalige locatie aan de Worple Road bij de All England Lawn Tennis and Croquet Club in de wijk Wimbledon van de Britse hoofdstad Londen.
Zoals toen gebruikelijk was, speelden de spelers om de titelverdediger uit te dagen in de finale "challenge round". In het vrouwendubbel en gemengddubbel werd de challenge round niet toegepast.

## Belangrijkste uitslagen
Mannenenkelspel

Finale: Bill Tilden (Verenigde Staten) won van Gerald Patterson (Australië) met 2–6, 6–3, 6–2, 6–4 
Vrouwenenkelspel

Finale: Suzanne Lenglen (Frankrijk) won van Dorothea Douglass-Chambers (Verenigd Koninkrijk) 6–3, 6–0 
Mannendubbelspel

Finale: Chuck Garland (Verenigde Staten) en Richard Norris Williams (Verenigde Staten) wonnen van Algernon Kingscote (Verenigd Koninkrijk) en James Cecil Parke (Verenigd Koninkrijk) 4–6, 6–4, 7–5, 6–2 
Vrouwendubbelspel

Finale: Suzanne Lenglen (Frankrijk) en Elizabeth Ryan (Verenigde Staten) wonnen van Dorothea Douglass-Chambers (Verenigd Koninkrijk) en Ethel Larcombe (Verenigd Koninkrijk) met 6–4, 6–0 
Gemengd dubbelspel

Finale: Suzanne Lenglen (Frankrijk) en Gerald Patterson (Australië) wonnen van Elizabeth Ryan (Verenigde Staten) en Randolph Lycett (Australië) met 7-5, 6-3 
Een juniorentoernooi werd voor het eerst in 1947 gespeeld.
1877 · 1878 · 1879 · 1880 · 1881 · 1882 · 1883 · 1884 · 1885 · 1886 · 1887 · 1888 · 1889 · 1890 · 1891 · 1892 · 1893 · 1894 · 1895 · 1896 · 1897 · 1898 · 1899 · 1900 · 1901 · 1902 · 1903 · 1904 · 1905 · 1906 · 1907 · 1908 · 1909 · 1910 · 1911 · 1912 · 1913 · 1914 · 1915–1918 · 1919 · 1920 · 1921 · 1922 · 1923 · 1924 · 1925 · 1926 · 1927 · 1928 · 1929 · 1930 · 1931 · 1932 · 1933 · 1934 · 1935 · 1936 · 1937 · 1938 · 1939 · 1940–1945 · 1946 · 1947 · 1948 · 1949 · 1950 · 1951 · 1952 · 1953 · 1954 · 1955 · 1956 · 1957 · 1958 · 1959 · 1960 · 1961 · 1962 · 1963 · 1964 · 1965 · 1966 · 1967
↓ open tijdperk ↓
1968 (m-v-md-vd-gd) · 1969 (m-v-md-vd-gd) · 1970 (m-v-md-vd-gd) · 1971 (m-v-md-vd-gd) · 1972 (m-v-md-vd-gd) · 1973 (m-v-md-vd-gd) · 1974 (m-v-md-vd-gd) · 1975 (m-v-md-vd-gd) · 1976 (m-v-md-vd-gd) · 1977 (m-v-md-vd-gd) · 1978 (m-v-md-vd-gd) · 1979 (m-v-md-vd-gd) · 1980 (m-v-md-vd-gd) · 1981 (m-v-md-vd-gd) · 1982 (m-v-md-vd-gd) · 1983 (m-v-md-vd-gd) · 1984 (m-v-md-vd-gd) · 1985 (m-v-md-vd-gd) · 1986 (m-v-md-vd-gd) · 1987 (m-v-md-vd-gd) · 1988 (m-v-md-vd-gd) · 1989 (m-v-md-vd-gd) · 1990 (m-v-md-vd-gd) · 1991 (m-v-md-vd-gd) · 1992 (m-v-md-vd-gd) · 1993 (m-v-md-vd-gd) · 1994 (m-v-md-vd-gd) · 1995 (m-v-md-vd-gd) · 1996 (m-v-md-vd-gd) · 1997 (m-v-md-vd-gd) · 1998 (m-v-md-vd-gd) · 1999 (m-v-md-vd-gd) · 2000 (m-v-md-vd-gd) · 2001 (m-v-md-vd-gd) · 2002 (m-v-md-vd-gd) · 2003 (m-v-md-vd-gd) · 2004 (m-v-md-vd-gd) · 2005 (m-v-md-vd-gd) · 2006 (m-v-md-vd-gd) · 2007 (m-v-md-vd-gd) · 2008 (m-v-md-vd-gd) · 2009 (m-v-md-vd-gd) · 2010 (m-v-md-vd-gd) · 2011 (m-v-md-vd-gd) · 2012 (m-v-md-vd-gd) · 2013 (m-v-md-vd-gd) · 2014 (m-v-md-vd-gd) · 2015 (m-v-md-vd-gd) · 2016 (m-v-md-vd-gd) · 2017 (m-v-md-vd-gd) · 2018 (m-v-md-vd-gd) · 2019 (m-v-md-vd-gd) · 2020 · 2021 (m-v-md-vd-gd) · 2022 (m-v-md-vd-gd) · 2023 (m-v-md-vd-gd) · 2024 (m-v-md-vd-gd)
Lijst van Wimbledonwinnaars · Toernooien per editie